# Deni Hines
Dohnyale "Deni" Sharon Hines (née le 4 septembre 1970 à Sydney, Australie) est une artiste solo de R&B qui a connu le succès dans les années 1990 en Australie et en Nouvelle-Zélande. Elle est la fille de Marcia Hines, chanteuse et actrice.
Elle a notamment connu le succès avec sa chanson 'It's Alright' en 1996 sur l'album 'Imagination', et interprété les chansons n°6 et 19 de la bande son officielle du film Taxi de Luc Besson, sorti en 1998 : 'Give me your love' et 'What makes you a man'.

## Discographie
- Imagination/Pay Attention, 1996
- Water for Chocolate, 2006
- The Other Woman (avec James Morrison), 2007
- The Soul Sessions, 2016